# Giorgio Bocchino
Giorgio Bocchino (n. 14 iulie 1913, Florența, Regatul Italiei – d. 4 decembrie 1995, Florența, Italia) a fost un scrimer ce a reprezentat Italia, medaliat olimpic. A participat la o ediție a Jocurilor Olimpice (1936) în care a câștigat o medalie de bronz.

## Participări
Lista de mai jos prezintă principalele competiții la care a participat Giorgio Bocchino de-a lungul carierei.
- fencing at the 1936 Summer Olympics – men's foil[*]